# 亀尾村

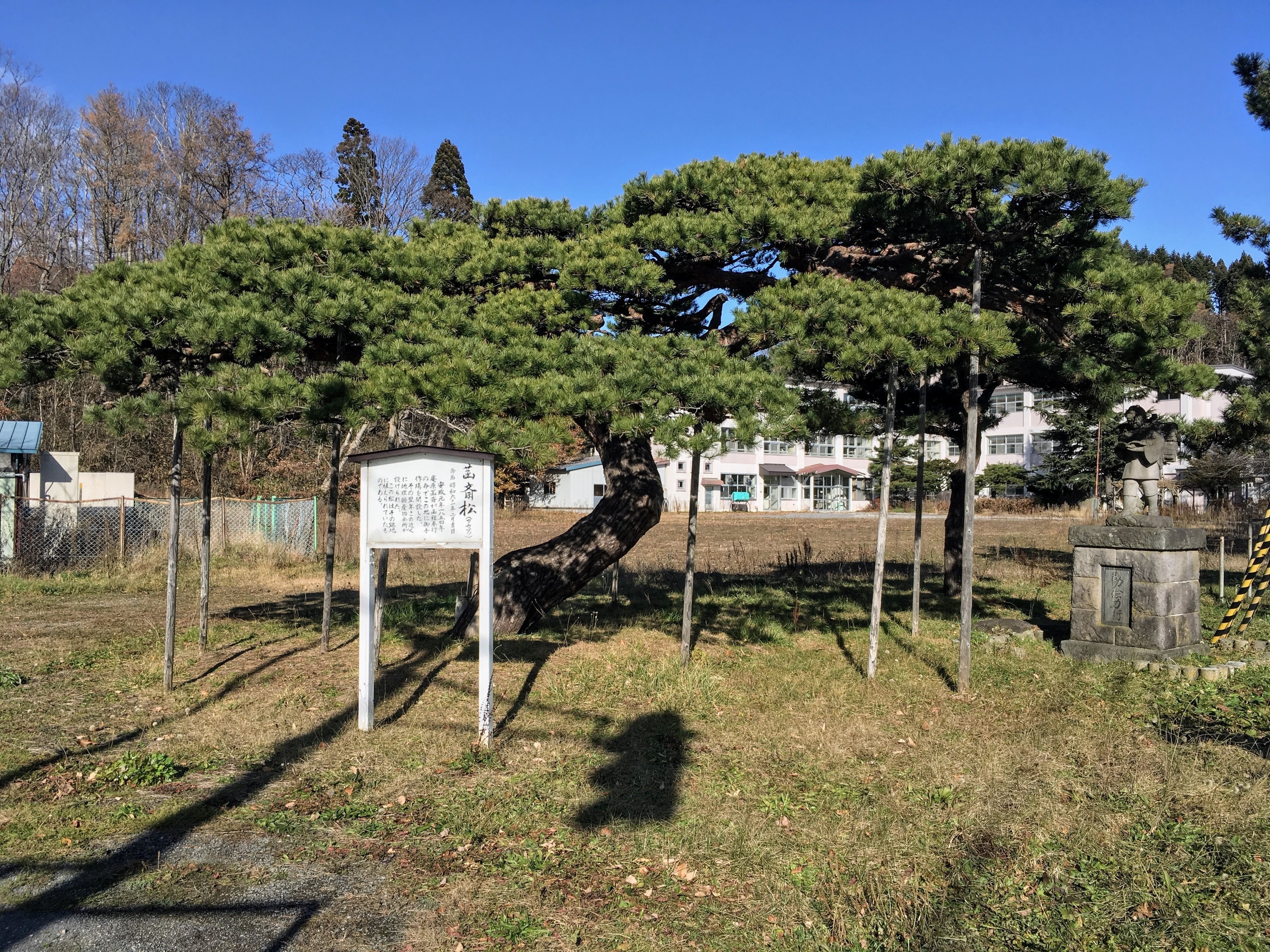
亀尾町にある旧函館市立亀尾小中学校の前には、1986年（昭和61年）に命名された「菡斎松（アカマツ）」がある。

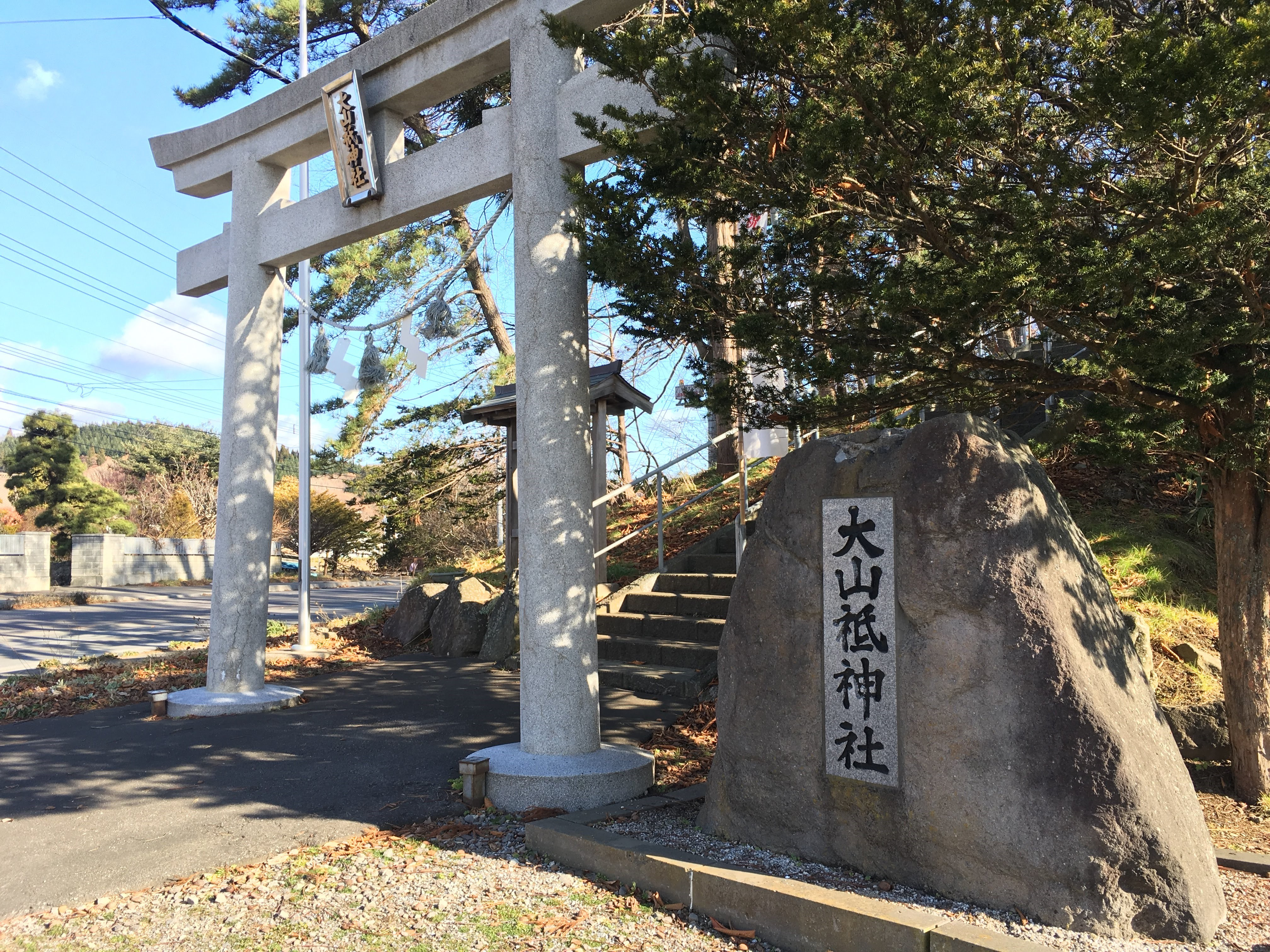
函館市庵原町（旧亀尾村）にある大山祇神社の鳥居前の様子

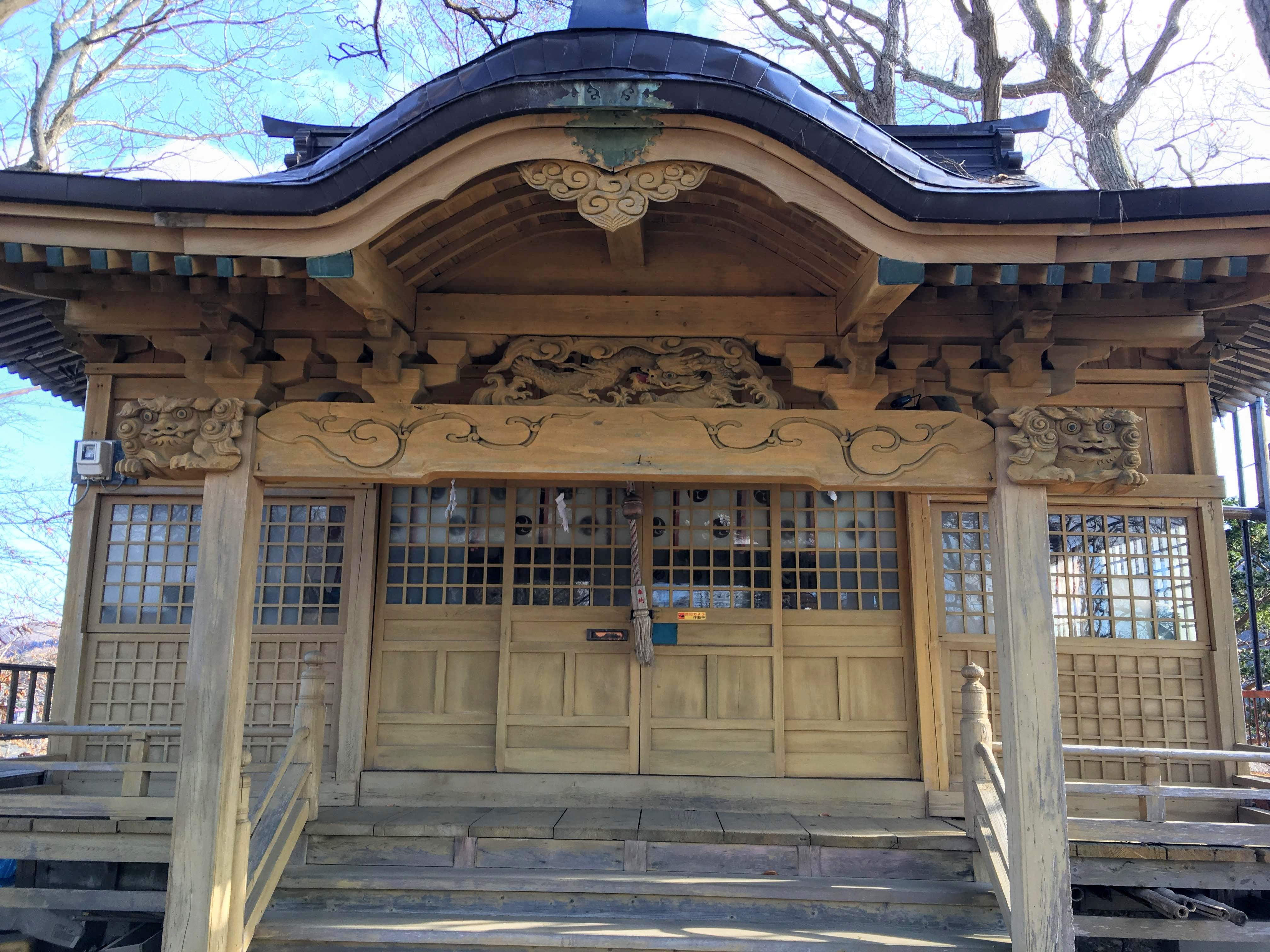
函館市庵原町（旧亀尾村）にある大山祇神社の写真

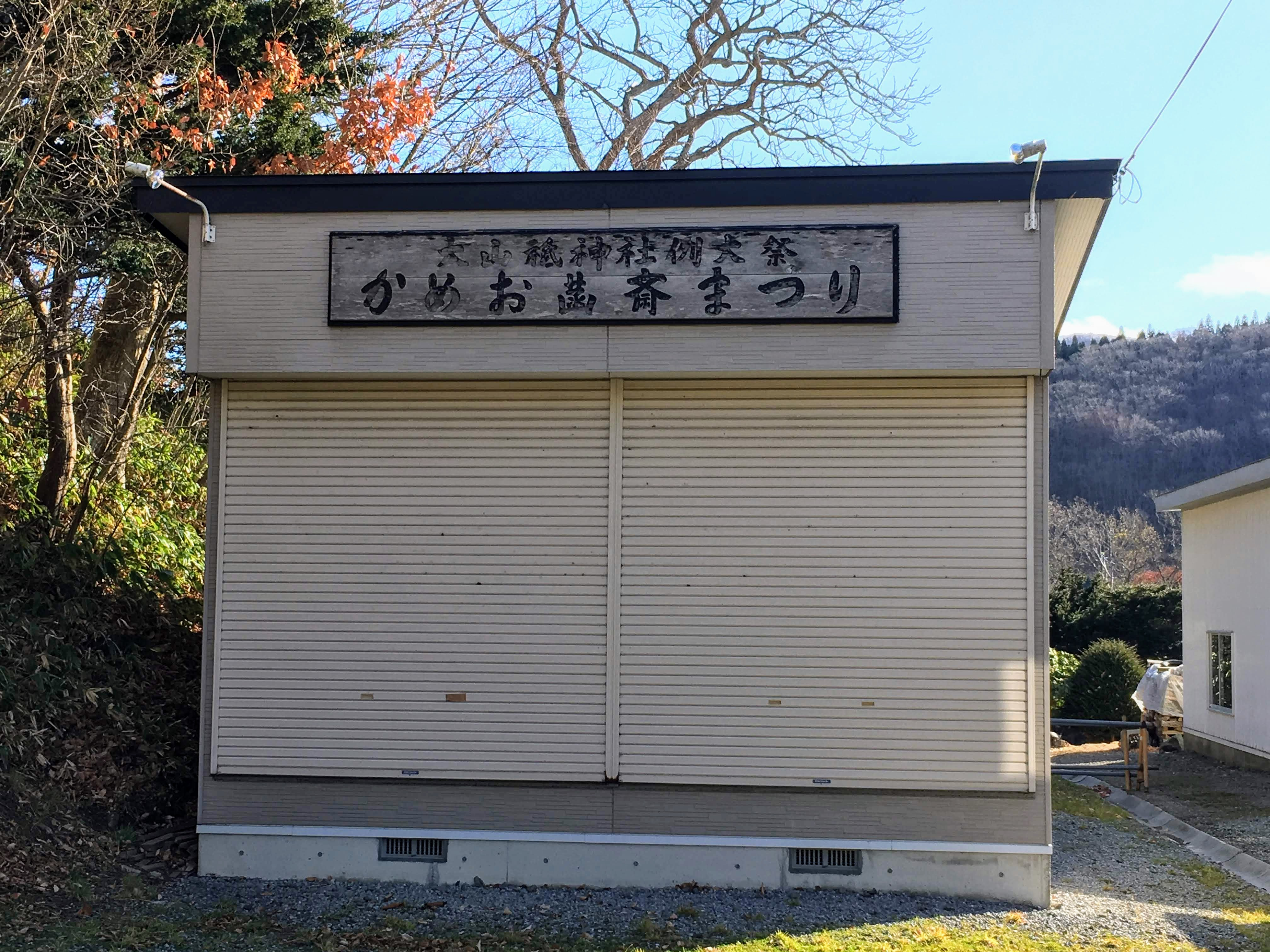
函館市庵原町（旧亀尾村）にある大山祇神社の鳥居前にある倉庫には、「大山祇神社例大祭 かめお菡斎まつり」の看板がついている—。

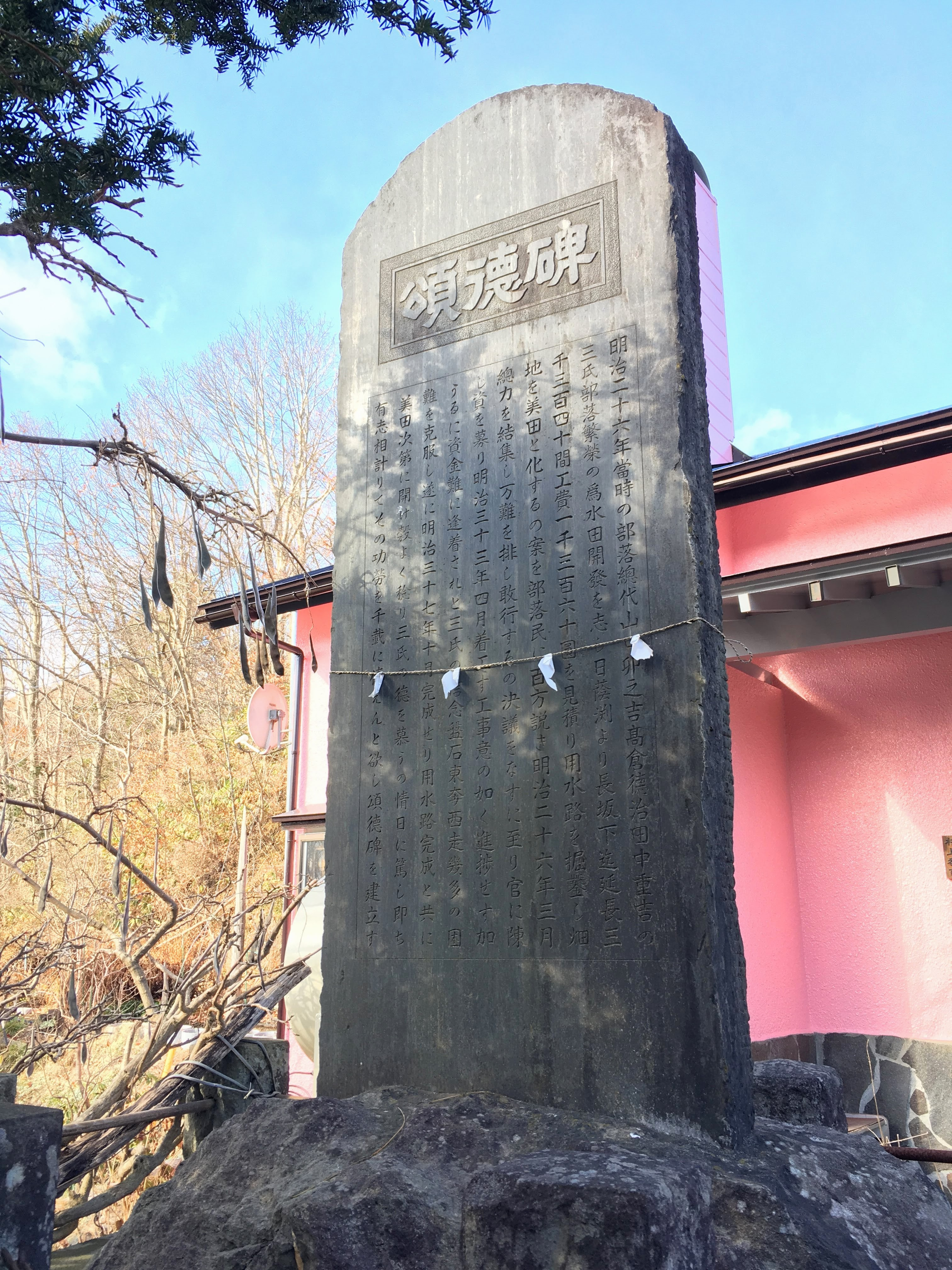
函館市亀尾町（旧亀尾村）、大山祇神社の道路を挟んだ向かい側にある「頌徳碑」。1904年（明治37年）に水田開発のための用水路が完成するまでの経緯が記述されている。

亀尾村（かめおむら）は、北海道一・二級町村制の施行前に北海道亀田郡にあった村。現在の函館市亀尾町とその周辺にあたる。

## 概要
汐泊川流域を中心とした、かつて「銭亀沢村字目名」と呼ばれた一帯を1855年（安政2年）4月5日、水戸藩士の庵原菡斎が家臣や人を雇い、自費で開拓。成果を箱館奉行に報告した。それを受け、江戸幕府経営の御手作場「銭亀沢村地先亀ノ尾御手作場」として現在でいう農事試験場として運営することになり発展した地である。この成功により津軽や南部より移住者を募り、彼らは舟で川を上ってきたとされる。その後、1857年（安政4年）6月14日、過労がたたり、リーダー菡斎は亡くなった。
1867年（慶応3年）には御手作場の農夫惣代であり菡斎の家臣、太田甚右衛門が住民の意思を元に奉行所へ一村立を願い出、郷名を許されるようになり「亀尾郷」が誕生した。
また、たたら吹きによる製鉄が試みられた地でもある。1859年（安政6年）春に南部の斎藤三平が石崎海岸の砂鉄を用いたとされる。
1869年（明治2年）には｢亀尾村｣となり、1902年（明治35年）に隣接する上湯川村、下湯川村と合併し、二級町村制を施行し湯川村となった。

## 地名由来
亀尾（亀ノ尾）の地名由来は諸説ある。
銭亀沢説
庵原菡斎が「銭亀沢の尾」から「亀の尾（亀ノ尾）」、「亀尾」と名付けた。
米の品種説
庵原菡斎が当地で初めて収穫したとされる米の品種「亀の尾」から名付けられた。
貴人名説
昔住んでいた貴人「亀王丸」または「亀王」からこの辺りを「かめおう」「亀王」と呼ばれていたから。
旧地名の「目名」はアイヌ語地名で「きれいな水の湧くところ」または「広い湿地」を意味する。

## 交通
当時は徒歩または道産子と呼ばれる北海道和種（Wikipedia日本版の中では日本在来馬の頁が詳しい）の馬を利用した。
1925年（大正14年）10月1日 川汲山道新道開通以前の函館-川汲間は鱒川を経由する鱒川道（鱒川峠、木原経由）がメインであった。尾札部の吉川菊蔵によると「亀尾村中心部経由では遠回りになるから」である。
川汲山道新道開通後は亀尾村中心部経由で自動車が通行ができるまで整備されたため、そのひと月後には藤野自動車による路線バスの運行が開始（ただしよほどでない限り利用しなかった）と利便性が向上したために亀尾村中心部経由に切り替わり、鱒川道（鱒川峠、木原経由）は廃れていった。

### 函館
函館方面へは峠（亀尾村がある汐泊川流域と上湯川村がある松倉川流域を分ける）を越える必要がある。

### 川汲
汐泊川沿いに北上し、川汲峠を越える必要がある。途中一本木（現・馬揚）で函館への鱒川道（鱒川峠）が合流する。小中太三郎によると馬揚には茶屋が2軒あったという。

## 年表

### 前史
- 1813年（文化10年） - 大山祗神社建立
- 1855年（安政2年） - 水戸藩士の庵原菡斎らが入植し、江戸幕府の御手作場｢銭亀沢村地先亀ノ尾御手作場｣が設けられる。
- 1859年（安政6年）春に南部の斎藤三平が石崎海岸の砂鉄を用いて製鉄を試みたとされる

### 成立
- 1867年（慶応3年） - 御手作場の農夫惣代の太田甚右衛門が箱館奉行へ一村立を行い、亀尾郷が成立する。
- 1869年（明治2年） 明治政府下で亀尾村となる。
- 1902年（明治35年） - 上湯川村、下湯川村と合併し、湯川村となる。（村域は湯川村大字亀尾となる）
- 1925年（大正14年）10月1日 川汲山道新道が開通。自動車が通行可に。鱒川峠経由の鱒川道より亀尾経由へルートが変更される。
- 1936年（昭和11年）5月19日 - 湯川村が町制を施行し、湯川町となる。（字の変遷は#昭和11年時の字名を参照）
- 1939年（昭和14年）4月1日 - 湯川町が函館市に編入。

## 入植当初の事情
江戸幕府による蝦夷地統治における最大の問題は食糧や武器が自給出来ないことだった。特に主食と野菜は松前藩時代から全て本州に頼っていた。郷土史研究家の岡本杏一によると、菡斎は亀尾を箱館の食糧や武器の供給基地化を考えていたフシがあると著述「夢中ト居の詞」を元に推測している。

## 昭和11年時の字名
昭和11年5月19日、告示第五七三号により、湯川村が町制施行し湯川町へ改称。同日告示第五七四号により、旧亀尾村内である大字亀尾にある字名が以下の通り改称された。
新字名等の詳細は湯川町の頁も参照。
- 米原 - 現・函館市米原町
  - 旧字名：石倉沢、川原続、坂の下、嘴止鷲、嘴止鷲澤、長坂沢、半蔵沢、半之丞沢
- 亀尾 - 現・函館市亀尾町
  - 旧字名：坂ノ下、滝ノ沢、滝ノ沢口、竈ノ沢、竈ノ沢口、山の神付、山の神続、ホド山、嘴止鷲沢ノ一部
- 庵原 - 現・函館市庵原町
  - 旧字名：川原続、村中、女名沢、川原、菅野、日影淵、女名沢口、目名沢口、舟木、舟木川原続、芳堀
- 東畑 - 現・函館市東畑町
  - 旧字名：石倉沢、禿の下川原続、ハゲ岱下、川原続、ハゲの下、イデノ沢、エデノ沢、舟木山岸、盤の沢、舟木川原続
- 鉄山 - 現・函館市鉄山町
  - 旧字名：野広場、舟木、蕨岱、専太郎沢、十勝沢、ホド山、鍋毀、菅野、日影淵、桂岱、谷地山、桂岱道
- 紅葉山 - 現・函館市紅葉山町
  - 旧字名：桂岱、桂岱道、野田府、馬揚、古野田府、野田辺、野田部、西股沢
- 蛾眉野 - 現・函館市蛾眉野町
  - 旧字名：十勝沢、専太郎沢、大坊沢、我眉野、大坊沢、川原続、津軽沢口、谷地山、小安沢、額板澤、藤助沢、蛾眉野、ヌルイ川、糸川、六郎沢、板小屋沢